# Wepska Gmina Narodowa

Położenie rejonu prionieżskiego w Karelii. Na jego południowo-wschodnim skrawku leży Wepska Gmina Narodowa

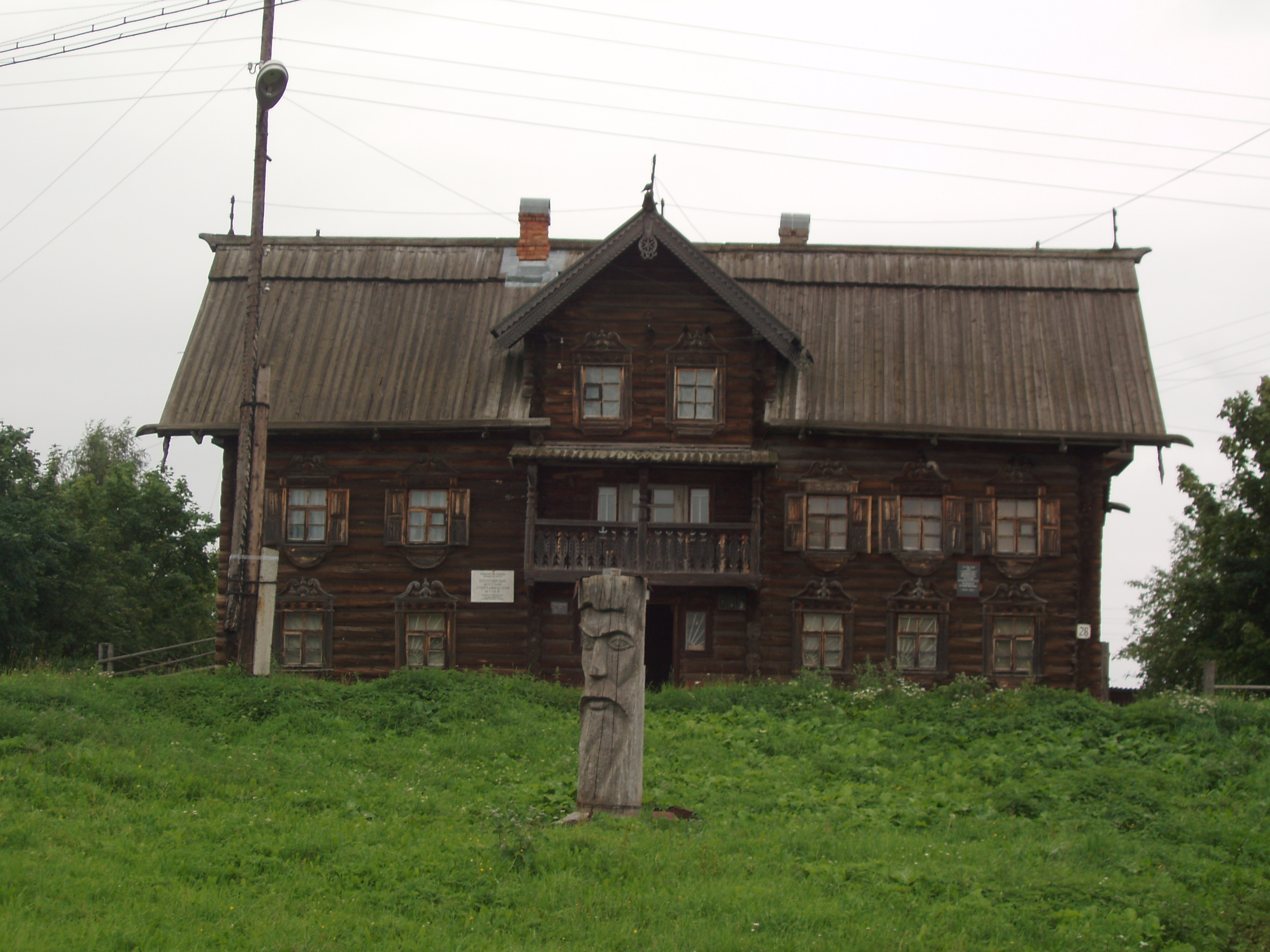
Szołtoziero – stolica rejonu; na zdjęciu wepskie muzeum etnograficzne

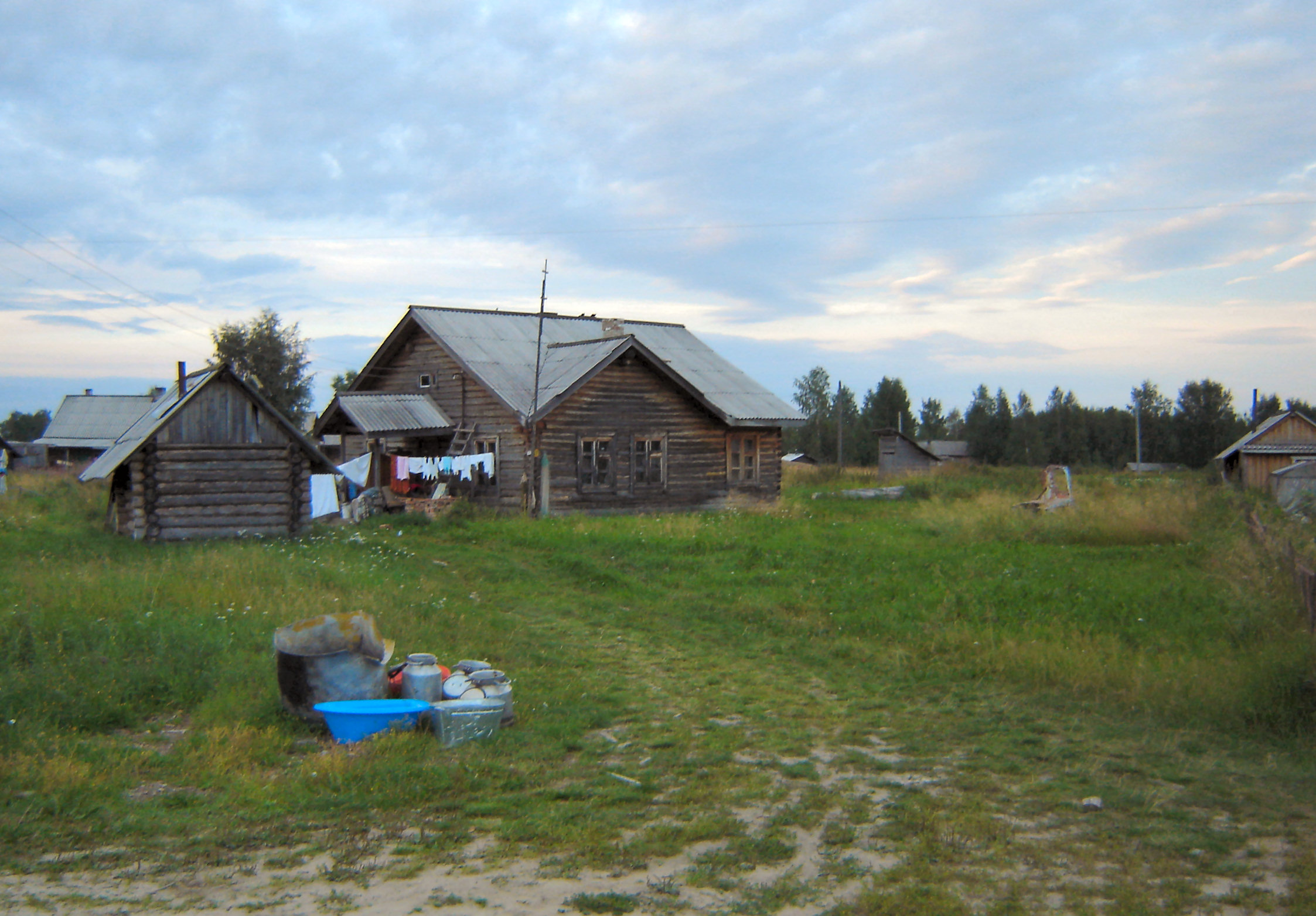
Typowa karelska osada

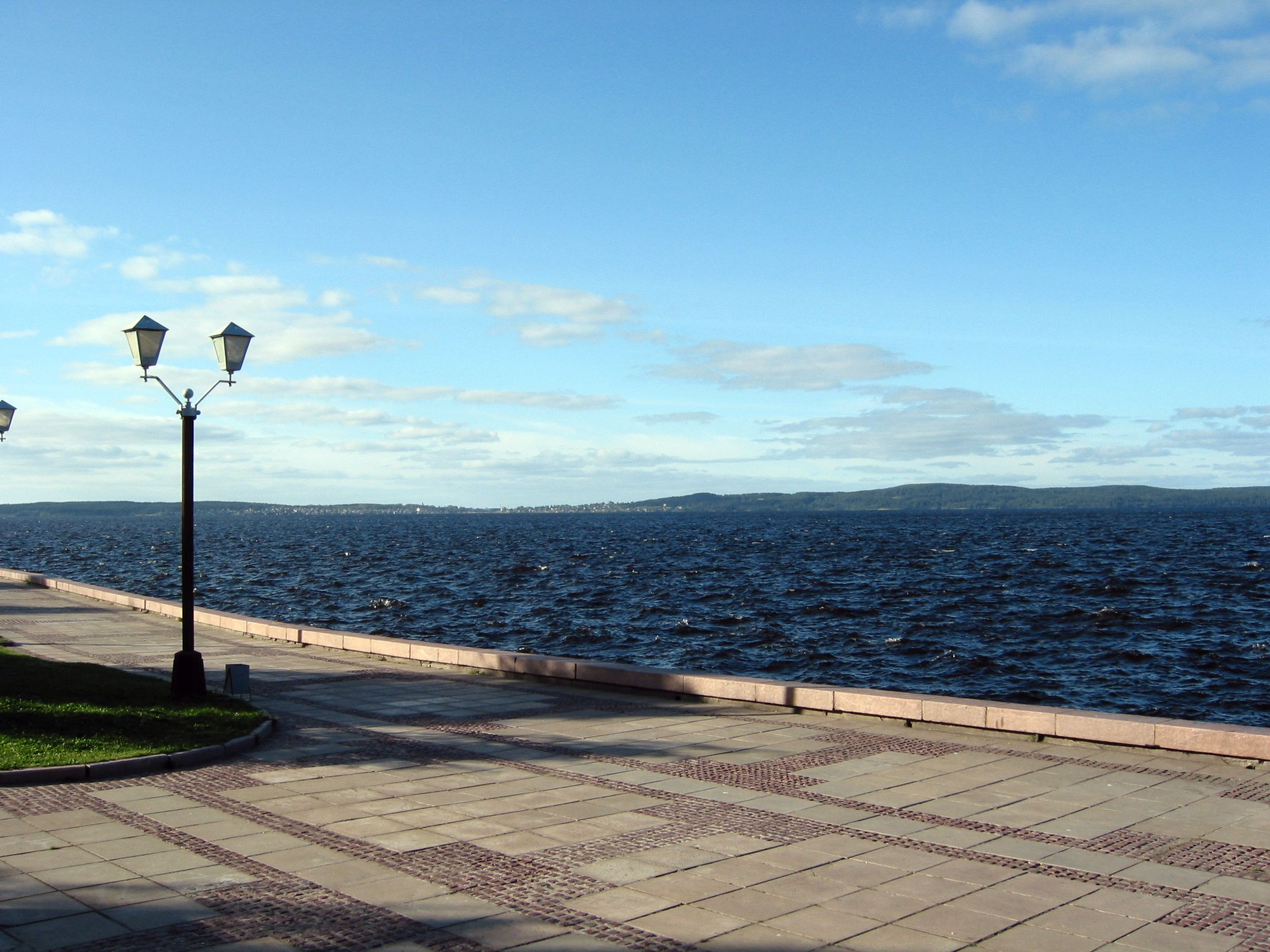
Jezioro Onega

Wepska Gmina Narodowa, Wepska Wołost Narodowa, ros. Вепсская национальная волость – jednostka administracyjna w Federacji Rosyjskiej, wchodząca w skład rejonu prionieżskiego, położonego w obrębie rosyjskiej Republiki Karelii.

## Położenie
Gmina leży na południowo-zachodnim skraju rejonu prionieżskiego Karelii, nad jeziorem Onega. Od południa gmina graniczy z obwodem leningradzkim.

## Powierzchnia
Gmina ma powierzchnię 820 km². Większość obszaru pokrywa tajga, sosnowo-świerkowa, z domieszką drzew liściastych, głównie brzozy i osiki. Na terenie tym znajdują się liczne drobne jeziorka i rzeczki. Pewną część obszaru gminy stanowią bagna.

## Ludność
Gminę zamieszkują 3493 osoby (2002 r.), głównie Rosjanie. Wepsowie, w liczbie 1202, stanowią 35% populacji. Na terenie gminy mieszkają także Karelowie, Ukraińcy i Białorusini. Całość populacji stanowi ludność wiejska. Zdecydowana większość wyznaje prawosławie.
W ostatnich latach populacja gminy, tak jak populacja całej Karelii, zmniejsza się w wyniku emigracji zarobkowej do większych miast w Rosji oraz niskiego przyrostu naturalnego. Ponieważ wyjeżdżają głównie ludzie młodzi, średnia wieku mieszkańców rejonu jest wysoka. Wynosi ok. 42 lat, przy czym średni wiek kobiety to ok. 45 lat, a mężczyzny – 40.
Gęstość zaludnienia w rejonie wynosi 4,2 os./km². i dokładnie odpowiada karelskiej średniej.

## Historia
Na terenach Gminy od starożytności zamieszkiwał ugrofiński naród Wepsów. W wyniku prowadzonej świadomie rusyfikacji, a następnie procesów asymilacyjnych związanych z urbanizacją i migracjami obecnie pozostało zaledwie ok. 10 tys. Wepsów, zaś zasiedlony przez nich obszar znacznie się skurczył.
Największym skupiskiem ludności narodowości wepskiej, zamieszkującej w sposób zwarty, był właśnie obszar gminy, i dlatego 20 stycznia 1994 r. utworzono tu autonomiczną Wepską Gminę Narodową. W założeniu autonomia ta ma umożliwiać rozwój wepskiej kultury i dbać o zachowanie tradycji i języka wepskiego.

## Ośrodek administracyjny i osady
Na terenie gminy nie ma ośrodków miejskich. Funkcję stolicy pełni wieś Szołtoziero, zamieszkana przez 1200 osób (2002). Poza nią na obszarze tej jednostki administracyjnej znajduje się jeszcze 11 wsi.

## Gospodarka
Gospodarka gminy, podobnie jak gospodarka całej Karelii po rozpadzie ZSRR pogrążona jest w kryzysie.
Podstawowymi źródłami utrzymania dla mieszkańców rejonu jest pozyskiwanie drewna dla potrzeb przemysłu, uprawa ziemi i chów zwierząt, a także zajęcia tradycyjne: myślistwo i rybołówstwo oraz zbieractwo owoców runa leśnego. W większych ośrodkach osadniczych pewne znaczenie posiada szeroko rozumiana sfera usług.
Uprawa roli obejmuje głównie ziemniaki, rośliny pastewne, warzywa, a także zboża – jęczmień oraz żyto i owies. Dzięki dość łagodnemu (jak na karelskie warunki) klimatowi uprawiane są też owoce. W gminie hodowane są świnie, bydło domowe i drób.

## Klimat
Na terenie Rejonu panuje klimat umiarkowany chłodny, przejściowy pomiędzy morskim a kontynentalnym, łagodzony dodatkowo bliskością jeziora.
Średnia roczna temperatura powietrza wynosi ok. 3 °C. Średnia temperatura najchłodniejszego miesiąca – lutego wynosi –9 °C – 10 °C, zaś najcieplejszego – czerwca – ok. +17 °C. Okres bez przymrozków wynosi ok. 120 dni.
W rejonie notuje się wysoki poziom opadów, głównie w postaci deszczu, których największe nasilenie ma miejsce w sierpniu.